# Петенка
Петенка (рус. Петенка) река је на западу европског дела Руске Федерације. Протиче преко централних делова Псковске области, односно преко територије Порховског рејона. Десна је притока реке Черјохе (притока Великаје), те део басена реке Нарве, односно Финског залива Балтичког мора.
Укупна дужина водотока је 46 km, а површина сливног подручја 251 km². Улива се у Черјоху на 60 километру њеног тока узводно од ушћа.
Најважније притоке су Тресна и Рубежка, обе са десне стране.